# Macauplus
Macauplus（簡稱MPLUS）是澳門的一個互聯網站，於2002年由幾個澳門中學生成立；現在停止運作。

Macauplus的標誌

## 網站歷史
2002年初，論壇程式phpBB十分流行。創辦人之一的CCUBE製作了一個可以整合phpBB的網站管理程式，取名SITEngine。在當年這個程式是除PHP-Nuke和某些phpBB插件外唯一可以整合phpBB系統的中文網站程式。2003年，Macauplus的前身Macauweb.net成立，Macauweb.net的中文名稱是「。咩」，是受當年很流行的微軟「.NET」和蘋果電腦「.mac」影響而得名的。不久網站迅速發展，原有的伺服器不勝負荷而故障，令網站被迫暫停近一個月。其後，Macauweb.net改名為Macauplus，也租用了新主機，連結速度有所提升。2004年，網站推出多項會員服務，包括網站登錄、免費短域名和個人新聞台等服務，其中個人新聞台服務大受好評，不久於澳門日報電腦版上刊登。2005年中旬，網站的討論區遭黑客入侵，最後轉用安全性較高的商業版Invision Power Board取代原來的phpBB。
2007年4月，Macauplus的域名由「macauplus.com」改成「macauplus.net」。

## 網站特色

### 節日特別版面
Macauplus是澳門首個在不同節日推出特別版設計的網站，如聖誕節和農曆新年甚至黑色星期五也會有不同的設計。

### 網站設計
Macauplus也是澳門首個使用PNG透明技術設計版面的網站。在沒有這項技術前，網站設計師要使用透明底色的效果，非使用GIF不可，但GIF只有256色，不能製造出華麗的效果。現在PNG透明技術令設計師解決這個問題，他們可以自由地在網頁使用陰影和光暈，達到理想的效果。但使用這項技術有一缺點，因為微軟的Internet Explorer不支援這項技術，故使用IE瀏覽時有機會發生錯誤。

### CCOUNT人數計
CCOUNT是Macauplus自行研發的網站人數計程式，其功能除了包括每日每月的人流外，還附有一整頁的詳細人流資料，大受港澳及台灣人士的歡迎。

### 學術性教學
Macauplus間中也會推出一些學術性的教學。如攝影教學和Photoshop教學等。

### 新聞台
Macauplus是澳門首個自創新聞台的網站，曾一度吸引大量會員申請。新聞台多以日記使用，或是用來寫下心情小記。可惜由於Yahoo!Blog、WordPress等網誌的興起，以及Macauplus新聞台的漏洞相繼被發現，結果現在只剩下小部分的會員仍在使用。

## 參與社會活動

穗澳青委網頁設計比賽海報

2005年，Macauplus協辦「穗澳青委網頁設計比賽」。是次活動由澳門廣州地區聯誼會青年委員會主辦，澳門教育暨青年局、澳門民政總署及Dreamsky Network Services贊助。
2006年，Macauplus贊助澳門旅遊學院攝影比賽。是次由澳門旅遊學院學生會資訊科技社主辦，澳門攝影學會協辦，澳門教育暨青年局、澳門霍英東基金會、MACAUPLUS、怡和科技有限公司和澳門旅遊學院贊助。

## 管理問題
Macauplus雖然人流量不大，但一直存在管理上的問題。管理員不常處理網站事務，令討論區出現大量的廣告文章，影響用戶瀏覽。

## 參看
- 澳門媒體
- 澳門互聯網站
- Invision Power Board
- phpBB

## 外部連結
- MPLUS首頁 （页面存档备份，存于）